# 宇宙故事和激动科学故事

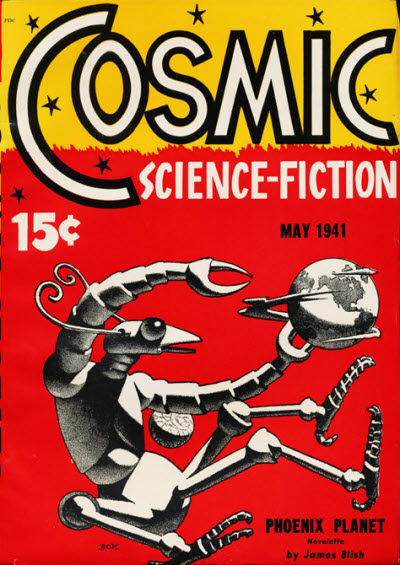
1941年5月期《宇宙科幻》，封面由汉尼斯·博克创作

《宇宙故事》（英語：Cosmic Stories）和《激动科学故事》（Stirring Science Stories）都是美国科幻纸浆杂志，其中《宇宙故事》又名《宇宙科幻》（Cosmic Science-Fiction），两本杂志1941至1942年共发行七期，均为双月刊，出版月份正好错开，主编和出版社都相同。主编唐纳德·沃尔海姆完全没有稿费预算，所以作品来源全靠他在科幻爱好者组织未来派作家的朋友赞助，如詹姆斯·布莱什和西里尔·科恩布鲁斯等。艾萨克·阿西莫夫也赞助过一部作品，但由于竞争科幻杂志《慧星》主编弗雷德里克·奥林·特里曼对这种无偿供稿感到愤怒，觉得这会导致付费杂志读者流失，打算封杀相关作家，阿西莫夫此后坚持要收取稿费。科恩布鲁斯贡献的作品最多，很多是用不同的化名发表，例如他署名塞西尔·科温的小说《十三点正》就大获成功，帮助他在科幻文学领域打响名气。两本杂志都在1941年中停刊，主编设法说服另一家出版社在1942年3月推出一期《激动科学故事》，但还是因二战影响再度停刊。
其他在两本杂志发表作品的名作家包括达蒙·奈特和戴维·凯勒。1941年2月的《激动科学故事》登有奈特发表的第一部作品《韧性》，但该文首段就有一个至关重要的单词印错，导致内容大相径庭。凯勒此时已小有名气，但沃尔海姆得知他偶尔会无偿向爱好者杂志供稿，结果凯勒也送出一部小说。杂志刊登的画作质量参差不齐，1941年7月的《宇宙故事》封面由艾略特·多尔德创作，是他最后的科幻作品。汉尼斯·博克向两本杂志提供多幅封面和插图，之后成为科幻领域的知名画家。

## 出版史
| | 一 | 二  | 三  | 四  | 五 | 六  | 七 | 八 | 九 | 十 | 十一 | 十二 |
| 1941 |    | 1/1 |     | 1/2 |    | 1/3 |    |    |    |    |      |      |
| 1942 |    |     | 2/1 |     |    |     |    |    |    |    |      |      |
| 《科幻季刊》全部四期的出版信息，左侧是年份，上方是月份，其他 数字代表“卷号/期数”，均为唐纳德·沃尔海姆主编。 |    |     |     |     |    |     |    |    |    |    |      |      |

科幻文学作品早在20世纪20年代前就开始出版，但起初没有独立发行，直到1926年雨果·根斯巴克推出历史上第一本纯科幻纸浆杂志《惊奇故事》才改变局面。到了30年代末，科幻杂志市场呈现井喷，新品在1939至1941年间如雨后春笋般涌现。唐纳德·沃尔海姆（Donald A. Wollheim）很喜欢科幻作品，是很有抱负的编辑和作家，他于1940年末在报摊上看到《激动侦探和西方故事》（Stirring Detective and Western Stories）杂志后致信发行商阿尔宾出版社（Albing Publications），询问对方是否打算新办科幻杂志。沃尔海姆获邀前去出版社办事处会面，据他事后回忆：
我见到父子俩，儿子大概二十多岁，父亲五十多岁，在广告部角落的同一张桌前办工。他们曾为新闻公司（发布商）工作，身穿挂牌或类似档次服装。他们说：“我们没什么资本，但要是你能不花一分钱就凑足杂志素材，我们最多可以出15美元购买画作，这样就能出书。如果杂志热卖，我们才能从第三期出版后开始向你支付固定薪资。”我当时就想，至少能积攒经验吧，总比啥都没有强。
| | 一 | 二 | 三  | 四 | 五  | 六 | 七  | 八 | 九 | 十 | 十一 | 十二 |
| 1941                                                                                                 |    |    | 1/1 |    | 1/2 |    | 1/3 |    |    |    |      |      |
| 《宇宙故事》全部三期的出版信息，左侧是年份，上方是月份，其他 数字代表“卷号/期数”，均为沃尔海姆主编。 |    |    |     |    |     |    |     |    |    |    |      |      |

沃尔海姆向保持联络的科幻爱好者写信，告诉他们新杂志即将面世的消息。出版社原计划发行月刊，之后改成两本双月刊，出版月份相互错开，书名分别叫《宇宙故事》和《激动科学故事》。1941年2月，《激动科学故事》创刊号率先发布，沃尔海姆曾宣布要让杂志从1940年12月15日开始摆上报摊销售，但据达蒙·奈特（Damon Knight）事后回忆，杂志实际是在1941年1月上架。此后两本杂志交替出版直至1941年7月的《宇宙故事》（此时封面已更名《宇宙科幻》），随后全部停刊。几个月后，沃尔海姆通过曼哈顿虚构出版社（Manhattan Fiction Publications）发行第四期《激动科学故事》，标注日期1942年3月，但面对战时限制，新东家也无法维系，两本杂志都沦为历史。
1941年1月，《作家文摘》（Writer's Digest）发布公告，称《宇宙故事》和《激动科学故事》的稿酬为每字半美分，虽然偏低，但如果沃尔海姆能争取到的话，两本杂志仍能与众多竞争对手站到同一起跑线。西里尔·科恩布鲁斯（C.M. Kornbluth）后来拿到部分小说的稿费，但费率远达不到每字半美分的标准。

## 内容和评价

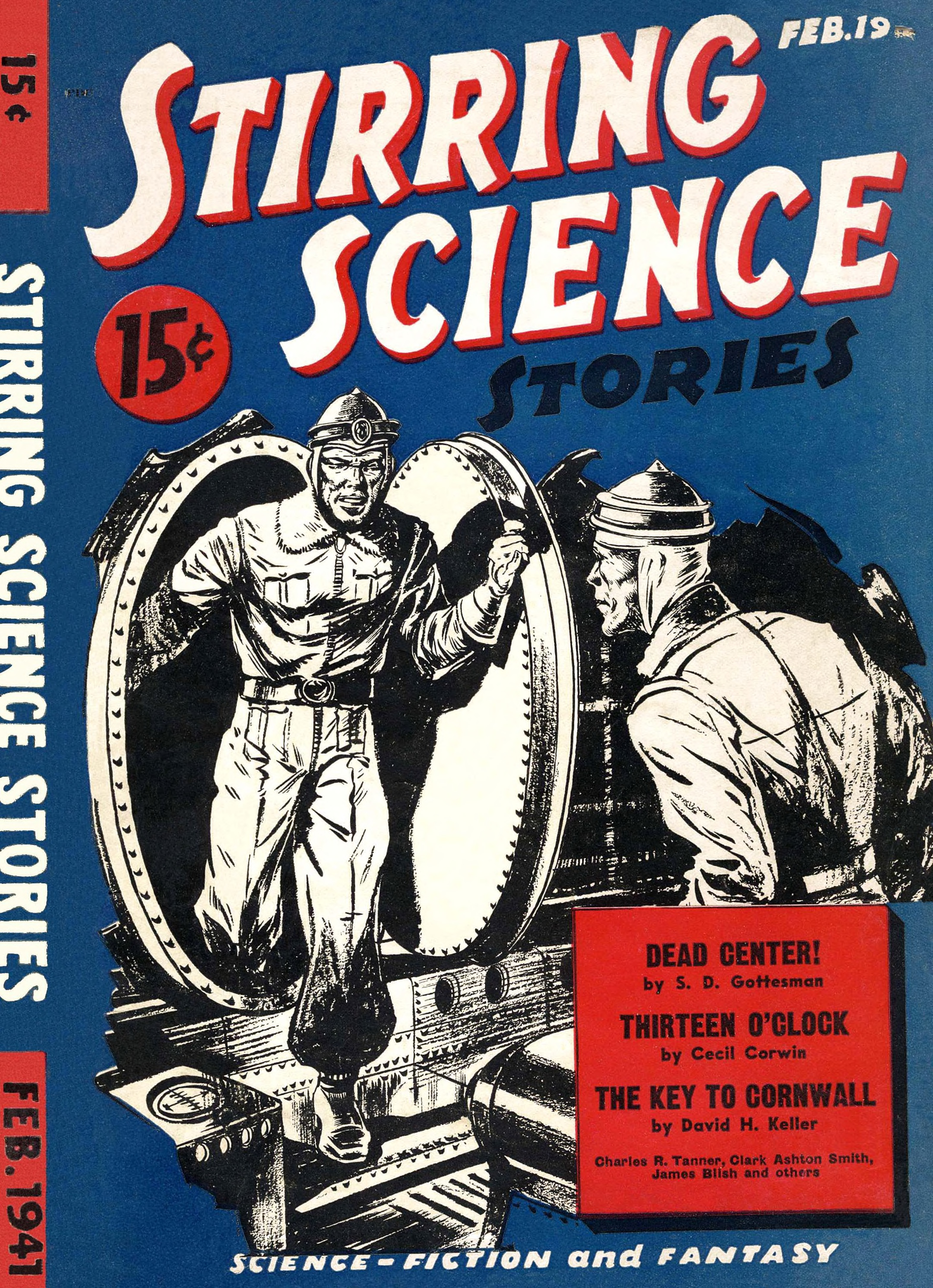
《激动科学故事》创刊号，封面由里奥·莫雷绘制

根据沃尔海姆的设想，《激动科学故事》就像两本绑在一起的杂志，前半部书名《激动科幻》（Stirring Science-Fiction），后半部《激动奇幻》（Stirring Fantasy-Fiction），中间用社论和读者来信专栏“涡旋”（The Vortex）分隔。据他描述，“《激动科学故事》可不仅仅是一本杂志，而是两本，就像封面下相互拥抱的连体双胞胎，这在科幻和奇幻杂志出版史上尚属首次”。
沃尔海姆是纽约科幻爱好者组织“未来派作家”（Futurians）成员，许多同好已经开始投稿，其中艾萨克·阿西莫夫、弗雷德里克·波尔、西里尔·科恩布鲁斯和詹姆斯·布莱什（James Blish）等人之后成为成名科幻作家。另一位未来派作家成员罗伯特·朗兹（Robert A. W. Lowndes）同意帮沃尔海姆寻找前两期杂志的免费素材。朗兹和波尔已在其他新杂志任主编，而且此时的付费科幻小说市场需求很大，但未来派作家创作热情高涨，除沃尔海姆本人所写的一些文章外，两本杂志所需的大部分作品都是他们赞助。科恩布鲁斯贡献的小说最多，很多是用不同的化名发表，如塞西尔·科温（Cecil Corwin）、··哥特曼（S.D. Gottesman）和肯尼斯·法尔康纳（Kenneth Falconer）。其他为杂志添砖加瓦的未来派作家包括布莱什、朗兹、沃尔特·库比留斯（Walter Kubilius）、大卫·凯尔（David Kyle）和约翰·米歇尔（John B. Michel）。许多小说是由多名未来派作家合著，发表时均署化名。《激动科学故事》1941年2月刊载奈特的处女作《韧性》（Resilience），但首段就有至关重要的单词印错，导致情节难以理解。奈特此后也加入未来派作家，但《韧性》出版时他还在俄勒冈州生活。
评论家普遍认为科恩布鲁斯署化名塞西尔·科温的文章《十三点正》（Thirteen O'Clock）是《激动科学故事》创刊号的最佳小说，奈特称赞该文是“令人愉悦的疯狂幻想”，是科恩布鲁斯的成名作。此后两本杂志继续刊载颇受好评的文章，如朗兹的《长墙》（The Long Wall），布莱什的《真正的惊悚》（The Real Thrill），米歇尔的《小心哥布林》（The Goblins Will Get You），科恩布鲁斯的《沙发中的城市》（The City in the Sofa）、《高梁话语》（What Sorghum Says）、《金光大道》（The Golden Road）和《上师真言》（The Words of Guru）。

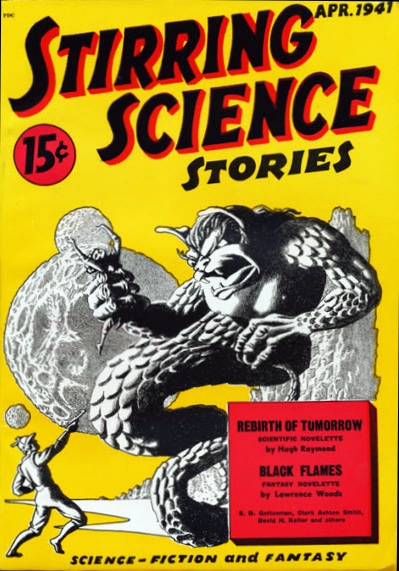
1941年4月的《激动科学故事》，封面由汉尼斯·博克创作

1941年3月的《宇宙故事》创刊号登有阿西莫夫小说《秘密感官》（The Secret Sense），把文稿交给沃尔海姆后，他曾与科幻杂志《慧星》（Comet）主编弗雷德里克·奥林·特里曼（F. Orlin Tremaine）会面，特里曼对无偿供稿感到愤怒，觉得这会导致付费杂志读者流失，打算封杀这些作家。阿西莫夫告诉对方，自己的文章即将在《宇宙故事》刊登，稿费已经拿到。据他的自传体文集《早期阿西莫夫》（The Early Asimov）记载，得知特里曼的态度后，他曾要求沃尔海姆支付五美元意思一下；阿西莫夫的自传《记忆犹新》（In Memory Yet Green）的记载略有不同，称他在杂志面世前找上沃尔海姆，提议要么署化名发表，要么支付五美元稿酬，“即便文章一无不值，我的名声也好歹值点钱。”沃尔海姆勉强同意付款五美元，还称这相当于每字2.5美元稿费，意指文章署名的两个单词。沃尔海姆事后表示，这五美元相当于买下署名权，以后阿西莫尔署名发表任何作品，他都能起诉要求特许权使用费。
《震惊科幻》（Astounding Science Fiction）是当时美国市场占据领先地位的科幻杂志，主编約翰·W·坎貝爾面对阿尔宾出版社的无稿酬政策反应波澜不惊，与特里曼形成鲜明对比。在坎贝尔看来，作者愿意无偿提供的小说肯定好不到哪儿去，新杂志没有竞争力。事实证明，《宇宙故事》和《激动科学故事》的确无法同支付稿费的对手竞争，但在奈特看来，沃尔海姆依然把杂志品质控制在“颇为惊人的高度”。
除未来派作家外，沃尔海姆还获得部分成名作家赞助作品，如戴维·凯勒（David H. Keller）和克拉克·阿什顿·史密斯。沃尔海姆得知凯勒偶尔会向爱好者杂志无偿供稿，所以特地联系对方并获得一部小说。
沃尔海姆从汉尼斯·博克（Hannes Bok）手中取得大量画作为杂志增色添彩，之后博克成为科幻领域的知名画家。博克很喜欢科恩布鲁斯的《十三点正》，为此创作的插图已经超过该期杂志所需，最终多出来的画作在后来的杂志中用于宣传。里奥·莫雷（Leo Morey）拿到《激动科学故事》创刊号的15美元画作预算，此时他已是小有名气的画家。但这幅封面平平无奇，奈特之后表示，图上的气闸门明显与事实不符，根本不值15美元。杂志中还有丹佛画家罗伊·亨特（Roy Hunt）免费提供的画作。最后一期（1941年7月）《宇宙故事》的封面由艾略特·多尔德（Elliott Dold）供稿，他曾是极富盛名的科幻画家，但这幅封面就是他最后的科幻作品。画中描绘的场景源自科恩布鲁斯署化名“沃尔特·戴维斯”（Walter C. Davies）的小说《干扰》（Interference），科幻史学家马里·里奇（Mark Rich）称赞封面表现优异，对场景的把握非常准确。

## 书目详细信息

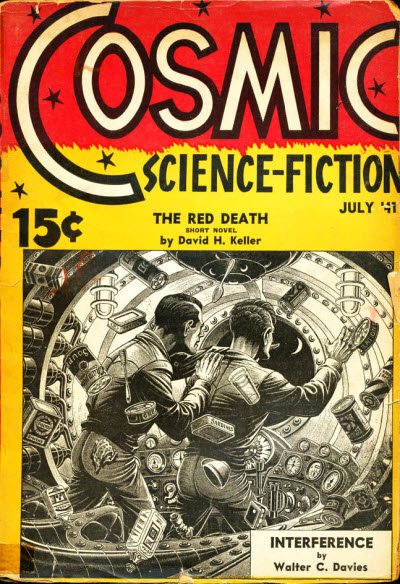
1941年7月《宇宙故事》，艾略特·多尔德绘制封面

《宇宙故事》从1941年2月开始共出版三期，共享一卷；《激动科学故事》同年三月发行创刊号，前三期一卷，1942年的第二期单独一卷。所有杂志均为唐纳德·沃尔海姆主编，定价15美分。两本杂志都是双月刊，出版月份正好错开。《宇宙故事》停刊后，《激动科学故事》直到1942年3月才推出第四期。《宇宙故事》第二和第三期杂志封面更名《宇宙科幻》，但标头名称不变。1941年面世的六期杂志（每种三期）均由纽约阿尔宾出版社发行，第四期《激动科学故事》改经纽约曼哈顿虚构出版社面世。《宇宙故事》三期均为纸浆杂志规格，前两期130页，最后一期116页；《激动科学故事》前三期也是纸浆杂志规格，都是128页，第四期改为加大纸浆杂志尺寸，68页。

## 脚注
1. 1 2 3 4 5 6  Thompson (1985a), pp. 168–170.
2. ↑  Edwards & Nicholls (1993), pp. 1066–1068.
3. 1 2 3 4 5 6 7 8 9 10 11 12  Knight (1977), pp. 60–63.
4. 1 2  Rich (2010), p. 74.
5. 1 2 3 4 5 6 7 8  Thompson (1985b), pp. 617–620.
6. ↑  Rich (2010), pp. 106–108.
7. 1 2 3 4 5 6 7  Rich (2010), pp. 78–79.
8. ↑  Rich (2010), pp. 89–91.
9. 1 2  Knight (1977), p. vii.
10. 1 2 3 4  Ashley (2000), pp. 161–163.
11. ↑  Pohl (2002), p. 202.
12. 1 2  Asimov (1979), pp. 284–285.
13. ↑  Rich (2010), p. 84.
14. ↑  Weinberg (1988), pp. 94–95.
15. ↑  Rich (2010), p. 96.

## 扩展阅读
- Clute, John; Langford, David; Nicholls, Peter; Sleight, Graham. . London: Gollancz. 2011-10  [2020-06-11]. （原始内容存档于2020-06-11）.
- Clute, John; Langford, David; Nicholls, Peter; Sleight, Graham. . London: Gollancz. 2011-10  [2020-06-11]. （原始内容存档于2020-06-11）.